# Кэри, Уильям (миссионер)
Уи́льям Кэ́ри (Карей англ. William Carey, 17 августа 1761 года — 9 июня 1834 года) — английский баптистский миссионер, считающийся основателем современной миссии, организатор Баптистского миссионерского общества. Один из ранних британских санскритологов, переводчик Библии на санскрит и бенгали.

## Ранние годы
Родился в семье ткачей Эдмунда и Элизабет Кэри в деревне Паулерспури в Южном Нортгемптоншире. Был старшим ребенком в семье, рано проявил способности к естественным наукам и языкам.
С 14 лет поступил в ученики к сапожнику в соседнем селении Хаклтон, где принял учение конгрегационалистской церкви. Несмотря на занятие ремеслом, продолжал самостоятельное изучение иностранных языков, включая французский, греческий и древнееврейский.
5 октября 1783 года У. Кэри крестился в церкви частных баптистов, а в 1785 году получил должность школьного учителя в соседней деревне Моултон, где был избран пастором местной баптистской общины. В указанное время он прочитал биографии американских миссионеров Девида Брейнерда и Джонатана Эдвардса, а также дневники мореплавателя Джеймса Кука и стал последовательным сторонником миссионерства среди язычников, оспаривая преобладавшую в то время в английских церквях частных баптистов гиперкальвинистскую точку зрения, отрицавшую такую необходимость.

## Основание миссии
В 1789 году Кэри стал пастором в городе Лестере, а в 1795 году издал манифест «Исследование вопроса об обязательстве христиан использовать все средства для обращения язычников», где выстроил богословское обоснование необходимости миссионерской работы за пределами Европейского континента. В том же году, вместе с группой единомышленников он основал Общество частных баптистов для проповеди Евангелия язычникам, кратко именуемое Баптистским миссионерским обществом. Уже в ноябре 1793 году, собрав необходимые средства, Кэри прибыл в Калькутту.

## Миссионерская и научная работа в Индии
На новом месте Кэри поступил на службу управляющим на плантацию индиго, одновременно готовя перевод Нового Завета на бенгали, который завершил к 1801 году. В указанный период, генерал-губернатор Индии основал в Калькутте колледж для подготовки гражданских служащих, куда Кэри был принят профессором бенгальского языка. На новой должности Кэри активно занялся изучением санскрита под руководством индийских преподавателей и переводом на этот язык Библии. Одновременно, он готовил учебники грамматики бенгали и санскрита для англичан.
Литература издавалась в типографии при миссии и к концу своей работы в Индии Кэри издал 44 перевода Библии и отдельных её частей на различные языки и диалекты. Помимо религиозной литературы, Кэри издал ряд словарей и лингвистических справочников и в сотрудничестве с английским биологом Натаниэлем Валлихом принял участие в подготовке и издании ботанического справочника «Flora indica».
Умер Уильям Кэри в Индии в г. Серампур 9 июня 1834 года.

## Общественная деятельность
Пользуясь своим влиянием на генерал-губернатора, Кэри добивался запрета детских жертвоприношений и обычая сати. Будучи противником кастовой системы, Кэри поощрял заключение браков между обратившими в христианство индусами без учета кастовой принадлежности жениха и невесты.